# Tubagem industrial
Tubagem industrial é uma disciplina da engenharia que engloba para além das actividades relacionadas com a própria tubagem, todas as outras relacionadas com o equipamento que é interligado por esta como sejam bombas, permutadores de calor, reservatórios, compressores, colunas, reactores, tanques, etc.
Podemos distinguir em particular, a tubagem industrial na indústria de processo a qual é na grande maioria dos casos projectada e construída de acordo com o código americano ASME B31.3.
Existe uma Directiva Europeia (97/23/EC), conhecida por PED (Pressure Equipment Directive), transposta para a legislação portuguesa através do Decreto-Lei nº 211/99, que define os requisitos a respeitar no projecto de sistemas de tubagem que caiam dentro do âmbito desta directiva.
O termo tubagem engloba, para além dos próprios tubos, todos os acessórios de tubagem e outros componentes necessários para que esta possa cumprir a sua função.